# Anopheles neomaculipalpus
Anopheles neomaculipalpus este o specie de țânțari din genul Anopheles, descrisă de Alan Curry în anul 1931. Conform Catalogue of Life specia Anopheles neomaculipalpus nu are subspecii cunoscute.